# یائل اوربوش
یائل اوربوش (انگلیسی: Yael Averbuch West؛ زادهٔ ۳ نوامبر ۱۹۸۶) بازیکن فوتبال اهل ایالات متحده آمریکا است.
از باشگاه‌هایی که در آن بازی کرده‌است می‌توان به باشگاه فوتبال آپولون لیماسول، اسکای بلو اف‌سی، وسترن نیویورک فلش، واشینگتن اسپیریت، باشگاه فوتبال آرسنال، و اف سی کانزاس سیتی اشاره کرد.
وی همچنین در تیم‌های ملی فوتبال United States women's national under-17 soccer team, United States women's national under-20 soccer team، زیر ۲۳ سال زنان ایالات متحده آمریکا، و زنان ایالات متحده آمریکا بازی کرده‌است.